# Cixius procrustes
Cixius procrustes är en insektsart som beskrevs av Kramer 1981. Cixius procrustes ingår i släktet Cixius och familjen kilstritar. Inga underarter finns listade i Catalogue of Life.